# Miyi
Miyi (en chino simplificado, 米易县; pinyin, Mǐyì xiàn) es un condado bajo la administración directa de la ciudad-prefectura de Panzhihua. Se ubica en la provincia de Sichuan, centro-sur de la República Popular China. Su área es de 2153 km² y su población total para 2016 fue más de 200 mil habitantes.

## Administración
El condado de Miyi se divide en 12 pueblos que se administran en 7 poblados, 1 villas y 4 villas étnicas.